# Cephodapedon fulvicornis
Cephodapedon fulvicornis är en tvåvingeart som beskrevs av Malloch 1933. Cephodapedon fulvicornis ingår i släktet Cephodapedon och familjen myllflugor. Inga underarter finns listade i Catalogue of Life.